# ナリ

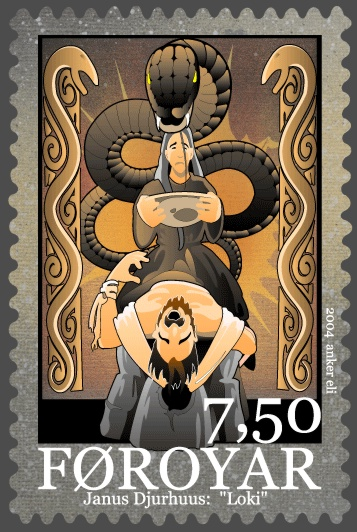
2004年にフェロー諸島で発行された切手に描かれた、ナリの腸によって拘束されているロキ。アンカー・エリ・ペーターセン(en)による。

ナリ（古ノルド語: Nari）は、北欧神話に登場するロキとシギュンの子供。
「Nari」は「ぐずぐずするもの」を意味する。
『スノッリのエッダ』では「ナルヴィという別名がある」とされているが、『古エッダ』ではナルヴィの兄弟だとされている。
『ロキの口論』で、ロキはエーギルの広間での宴のさなかに自身がバルドルの復活を阻止したことを明らかにしたが、そののちロキを捕らえたアース神族は、ロキを大きな岩に縛り付ける為の拘束具とすべくナリを捕らえた。
『スノッリのエッダ』では、神々はナリの兄弟のヴァーリを狼に変身させてナリの体を引き裂かせ、腸を引きずり出した。しかし、『古エッダ』の『ロキの口論』では、兄弟のナルヴィは狼に変身させられるが殺害に関与したとは書かれていない。ナリは神々に腸を抜き取られた。
ナリの腸は鉄となり、ラグナロクまでロキを拘束しているという。